# アブラボウズ
アブラボウズ（脂坊主、油坊主、英：Skilfish、学名：Erilepis zonifer）は、深海魚でカサゴ目ギンダラ科に属する魚類。ギンダラ科2種のうちの1種であり、アブラボウズ属で唯一の種である。

## 概要
体長は1.5m前後。最大で全長183cm・体重91kgに達し、カサゴ目の魚類の中では最大級の大きさである。北太平洋深海の水深400mの岩場に生息する。若いうちは体表に白い斑模様がある。成熟するにつれて濃い灰色に変わる。ただし、老成魚もよく見ると斑模様となっていることがある。尾鰭後縁は若干湾入している。
北太平洋、ベーリング海、中部カリフォルニアにかけて分布。 
東京都伊豆大島の水深約1000mにも生息するとされ、水中深くに生息する為、体の約40%が脂肪分であるとされている。伊豆大島付近の海溝海域から年に数匹、100kgを超えるアブラボウズが上がり、主に銚子市場で取引されている。
文献資料においては、明治30年代に小田原周辺において主要漁獲種として見られ、「オシツケ」「オッツケ」と呼ばれる地域食として存在していた（『明治小田原町誌』）。考古遺跡からの出土事例では、山梨県南巨摩郡富士川町の鰍沢河岸跡から明治期の大型魚類を含む動物遺体が出土しており、その中にアブラボウズの椎骨1点・尾骨7点の資料が含まれており、2014年時点で遺跡からの出土は初の事例とされている。鰍沢河岸出土のアブラボウズは小田原あるいは駿河湾で漁獲された個体が移出されていた可能性が考えられている。
日本で初めて飼育に成功したのは市立室蘭水族館（北海道室蘭市）であり、同館では30年近く生きた個体の記録がある。このことから本種の生存期間は相当に長いことが伺われる。
神奈川県小田原市では特産魚として、知名度向上を図っている。

## クエへの偽装
超高級魚とされるクエに外観が似ていることから、特にクエを珍重する西日本地域において偽装表示事件が散見される。2008年3月には大阪府の卸売業者、株式会社矢崎がクエに偽装したとして、日本農林規格等に関する法律（JAS法）違反で改善指示を受けたほか、福岡県の料理店でも偽装に関連した捜査が行われている。近年、クエの人気が高まり高値になることが珍しくないことから、クエよりも安価なアブラボウズが流用されるものと考えられている。
超高級魚とされるクエには及ばないものの、アブラボウズもまた高級魚として認知されている。このため偽装を行う業者には時として罪悪感が乏しい。しかしながら、クエの好まれる理由は淡白で味わい深い白身にあり、一方、アブラボウズは脂の乗った甘みのある白身に価値が見出されている。また、クエはアブラボウズの3倍から7倍ほどの価格で取引されており、この二種が形成すべき市場は本来大きく異なるものである。

## 食材・調理法
バラムツやアブラソコムツと同様に筋肉中に多量の脂質を含むが、本種の脂は人体に有害な成分が含まれておらず、流通は禁止されていない。ただし大量に食べると下痢を起こすおそれがあるほか、過剰にビタミンAを含む肝臓にも注意を要する。
アブラボウズの取り扱いは市場により異なる。例えば、札幌市中央卸売市場では2008年4月1日から取り扱いを開始したが、販売者には注意喚起が要請されている。銚子漁港（千葉県銚子市）に水揚げされたものは最高級品として高値で取引されるほか、神奈川県（小田原漁港など）・静岡県の各漁港では「おしつけ」の愛称で古くから重用されるなど、東日本（特に関東・東海地方）で珍重されてきた。
大型魚なので、水揚げし肝臓などを取り除いた後、2・3日寝かせてからが食べ頃となる。
調理法は一般的な白身魚と同様に煮付け、焼物、揚げ物、刺身など。